# Pleurochloridellales
Ordre
Les Pleurochloridellales sont un ordre d’algues de la classe des Phaeothamniophyceae.

## Liste des familles
Selon Catalogue of Life (17 mars 2022)
- Pleurochloridellaceae (H.Ettl) Bailey et al., 1998

## Systématique
AlgaeBase (17 mars 2022) ne référence ni l'ordre des Pleurochloridellales, ni la famille des Pleurochloridellaceae, mais classe dans l’ordre des Mischococcales notamment la famille des Pleurochloridaceae laquelle renferme les genres Pleurochloris et Pleurochloridella, genre type des Pleurochloridellaceae.